# Удовиченко, Лариса Ивановна
Лари́са Ива́новна Удовиче́нко (род. 29 апреля 1955, Вена, Австрия) — советская и российская актриса театра, кино, озвучивания и дубляжа; народная артистка Российской Федерации (1998).

## Биография

### Ранние годы
Лариса Ивановна Удовиченко родилась 29 апреля 1955 года в Вене.
Родители, Иван Никонович Удовиченко (военный врач) и Муза Алексеевна Удовиченко (родом из Ленинграда, окончила Ленинградский институт театра, музыки и кино, но из-за профессии супруга актрисой не стала), после завершения службы отца в Австрии жили в Одессе. Родители скончались, когда Лариса была совсем юной. Старшая сестра — Яна Удовиченко.
В 1976 году окончила Всесоюзный государственный институт кинематографии (мастерская Сергея Герасимова и Тамары Макаровой).

### Карьера
В девятом классе школы, одновременно занимаясь в актёрской студии при Одесской киностудии, Удовиченко дебютировала в короткометражном фильме «Счастливый Кукушкин» режиссёра Александра Павловского, у которого снялась позже ещё в фильмах «И чёрт с нами», «Ребёнок к ноябрю».
Свою первую взрослую роль она сыграла в 1974 году в фильме С. Герасимова «Дочки-матери».
Снялась более чем в 120 фильмах, став популярной после роли Маньки-Облигации в «Место встречи изменить нельзя».
Любимой ролью считает работу со Станиславом Садальским в комедии «На кого Бог пошлёт» (1994) режиссёра Владимира Зайкина.
Академик российской Национальной кинематографической премии «Ника».

## Личная жизнь
Первый муж (брак фиктивный) — Александр Панкратов-Белый (1946-2024), режиссёр.
Второй муж — Андрей Эшпай (род. 1956), кинорежиссёр, заслуженный деятель искусств РФ (2005).
Третий муж (1987—2000) — Геннадий Болгарин (Фридман, род. 1947), пианист и коммерсант.
Дочь — Мария (род. 1988), училась в РАТИ; снялась в роли Кати в комедии «Шуб-баба Люба!».

## Работы

### Фильмография
- 1970 — Счастливый Кукушкин — Людмила
- 1972 — Юлька — Люська
- 1974 — Дочки-матери — Галя
- 1976 — Всегда со мною — Валентина Георгиевна
- 1976 — Горожане — прохожая
- 1976 — Трын-трава — невеста
- 1976 — Красное и чёрное — Аманда Бине
- 1977 — Золотая мина — лейтенант милиции Татьяна Лебедева
- 1977 — Солдатки — Алёнка
- 1977 — Перед экзаменом — Лера
- 1978 — И это всё о нём — Людмила Гасилова
- 1978 — Гадание на ромашке (новелла «Татуировка») — цыганка
- 1979 — В моей смерти прошу винить Клаву К. — эпизод[9]
- 1979 — Тактика бега на длинную дистанцию — Вера Ярцева
- 1979 — Летучая мышь — Адель
- 1979 — Место встречи изменить нельзя — Манька-Облигация
- 1979 — Маленькие трагедии — Луиза
- 1979 — Пена — Альбина
- 1979 — Человек меняет кожу — Маша Полозова
- 1980 — Такие же, как мы! — Катя
- 1980 — Выстрел в спину — Ирина Перова
- 1980 — Люди в океане — лейтенант Стрельникова
- 1980 — Расследование — Светлана Сергеевна Орлова
- 1981 — Факты минувшего дня — Неля
- 1981 — Валентина — Зинаида Павловна Кашкина, аптекарша
- 1981 — Полоса везения — Алимушкина
- 1982 — Женатый холостяк — Тамара
- 1983 — Мэри Поппинс, до свидания — миссис Бэнкс
- 1983 — Инспектор Лосев — Галина Кочерга
- 1983 — Любовью за любовь — Беатриче
- 1983 — Подросток — Анна Андреевна
- 1984 — Успех — Ольга Сабурова
- 1984 — Мёртвые души — Манилова
- 1985 — Искренне Ваш... — Люся Добрынина
- 1985 — Опасно для жизни! — Катерина Молодцова
- 1985 — Зимняя вишня — Валя
- 1985 — Поездки на старом автомобиле — Лиля
- 1985 — Самая обаятельная и привлекательная — Люся Виноградова
- 1985 — Валентин и Валентина — Женя
- 1985 — Миллион в брачной корзине — Илона
- 1986 — Кто войдёт в последний вагон — Инна Сорокина
- 1986 — Хорошо сидим! — Алевтина Егоровна
- 1987 — Моя дорогая — Суханова
- 1987 — Чехарда — мама Миши
- 1989 — Вход в лабиринт — Ольга Ильинична Панафидина
- 1990 — Допинг для ангелов — Тамара Родимцева
- 1990 — Зимняя вишня 2 — Валя, подруга Ольги
- 1990 — Автостоп — телефонистка
- 1990 — Всё впереди — Наталья
- 1990 — Собачий пир — Александра
- 1990 — А вот и я (короткометражка)
- 1990 — Сукины дети — Таня Бусыгина
- 1991 — Дура — Доминик Беривер
- 1991 — Женщина для всех — Анна
- 1991 — Линия смерти — Нонна
- 1991 — Болотная стрит, или Средство против секса — Наталья Владимировна
- 1991 — Четыре листа фанеры — Галя из Крыжополя
- 1991 — И чёрт с нами! — Лена
- 1991 — Блуждающие звёзды — Марчелла Эмбрих
- 1992 — Тартюф — Эльмира
- 1992 — Устрицы из Лозанны — Люся Лебедичкина
- 1992 — Ребёнок к ноябрю — Надя
- 1992 — 1994 — Горячев и другие — Даша
- 1992 — Вальс золотых тельцов — актриса
- 1993 — Дикая любовь — мать Максима
- 1993 — Убийство в Саншайн-Менор — Лючия Спарроу
- 1994 — На кого Бог пошлёт — Марина Родионова
- 1994 — Жених из Майами — Лариса
- 1995 — Любить по-русски — Татьяна
- 1995 — Дом — Соня Мармеладова
- 1995 — Какая чудная игра — Софья Абрамовна
- 1995 — Зимняя вишня 3 — Валя, подруга Ольги
- 1995 — Поезд до Бруклина
- 1996 — Импотент — Даша
- 1996 — Мужчина для молодой женщины — Настя
- 1996 — Барханов и его телохранитель — «Мата Хари»
- 1996 — Любить по-русски 2 — Татьяна
- 1998 — Любовь зла — мать Корабельникова
- 1999 — Любить по-русски 3: Губернатор — Татьяна
- 2000 — Шуб-баба Люба! — Любовь Ивановна
- 2000 — Воспоминания о Шерлоке Холмсе — Луиза, жена Конан Дойла
- 2000 — Артист и мастер изображения — Тася, жена Савельева
- 2000 — 8 марта — Наташа
- 2000 — Зависть богов — Ира
- 2001 — Сыщики — Юля
- 2001 — Подозрение — Нина
- 2001 — Жизнь забавами полна — Лира Валентиновна
- 2001 — Люди и тени. Секреты кукольного театра — Надя
- 2001 — Северное сияние — Ирина
- 2001 — Ералаш (выпуск № 143, сюжет «Мышка») — учительница
- 2002 — Главные роли — Алла Петрова
- 2002 — Женская логика — Звягина
- 2002 — Под крышами большого города — Лидия
- 2002 — Интимная жизнь Себастьяна Бахова
- 2003 — Пан или пропал — Алиция Хансен
- 2003 — 2005 — Даша Васильева. Любительница частного сыска — Даша Васильева / Иветта «Люка» Бабанова
- 2007 — Возвращение блудного мужа — Лиза
- 2007 — Лузер — Светлана
- 2008 — Тяжёлый песок — пани Янжвецкая
- 2008 — Вареники с вишней — Валентина
- 2008 — Откуда берутся дети? — Полина Семёновна, мама Павла
- 2008 — Хочу ребёнка — Изольда Марковна Весёлкина
- 2009 — Женить Казанову — Жанна
- 2010 — Прогулка по Парижу — Элеонора
- 2010 — Всё возможно — Екатерина Григорьевна Шаховская
- 2011 — Зимний сон — Василиса Фролова
- 2011 — Группа счастья — Лилия Фёдоровна
- 2011 — Моя безумная семья! — Людмила Топешко, актриса, фальшивая «мама Кости»
- 2011 — Мексиканский вояж Степаныча — хозяйка туристической компании
- 2013 — Позднее раскаяние — Клавдия Степановна, хозяйка агентства по трудоустройству
- 2014 — Кавказская пленница! — медсестра
- 2015 — Где живёт Надежда? — Римма
- 2016 — Бедные люди — Люся, жена издателя
- 2017 — Отель счастливых сердец — Мария Михайловна
- 2017 — Барс — Диана Валентиновна
- 2017 — Любовь прет-а-порте / Di tutti i colori (Италия-Россия) — мама Оли
- 2018 — Сувенир из Одессы — Елизавета Аркадьевна Вольская в 1975 году
- 2018 — Операция «Сатана» — Нина Павловна Медникова
- 2018 — Анатомия убийства (фильм третий «Насмешка судьбы») — Ольга Александровна Колосова \ Светлана Васильевна Белянина
- 2019 — Формула мести — Нина Павловна Медникова, мать Юли
- 2019 — Барс — Диана Валентиновна, мать Барса
- 2019 — Доктор Рихтер 3 — Анна, мать Егоршина
- 2020 — Спасская — Инесса Аркадьевна, бабушка Анны Спасской
- 2021 — Мир! Дружба! Жвачка! — Анна Филипповна
- 2023 — Эффект домино — Антонина Степановна Разина

### Озвучивание
- 1982 — Спортлото-82 — Алла Дмитриевна, секретарша директора турбазы
- 1986 — Слон и Пеночка (м/ф) — Пеночка
- 1988 — Влюбчивая ворона (м/ф) — Ворона
- 1988 — Лев и девять гиен (м/ф) — Гиена-дочь
- 1989 — Микко — сын Павловой (м/ф) — учительница
- 1989 — Секретная океанская помойка (м/ф) — Анна-Мэри, жена Джона
- 1991 — Подводные береты (м/ф) — Павлова (в конце фильма) / учительница / Анна-Мэри, жена Джона
- 1991 — Урга — территория любви — Марина, жена Сергея
- 1996 — Короли и капуста (м/ф) — Изабель
- 2000 — Звериные войны (м/ф)

### Театр
- 1999—2002 — «Сирена и Виктория» А. Галина — (реж.-пост. Виталий Соломин) — Виктория
- 2002—2011 — «Кто последний за любовью?» Елены Кузнецовой
- 2007—2010 — «Похищение Сабинянинова» Петра Гладилина — (реж.-пост. Валерий Саркисов)
- 2009 — «Женитесь на мне» Н. Птушкиной — (реж.-пост. Валерий Саркисов)
- 2012 — «Роза с двойным ароматом» Эмилио Карбальидо[исп.] — (реж.-пост. Нина Чусова)
- 2014 — «Плачу́ вперёд!» Н. Птушкиной (реж.-пост. Валерий Саркисов) — бизнес-леди Липа

## Награды и звания
- Заслуженная артистка РСФСР (1984).
- Народная артистка Российской Федерации (13 октября 1998) — за большие заслуги в области искусства[4].
- Орден «За заслуги в культуре и искусстве» (23 апреля 2025) — за вклад в развитие отечественной культуры и искусства, многолетнюю плодотворную творческую деятельность[10].